# Irn-Bru

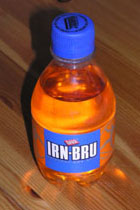
Bouteille de 250 ml d'Irn-Bru.

L'Irn-Bru est une boisson gazeuse écossaise, de couleur orange vif fabriquée depuis 1901 par l'entreprise A.G. Barr de Glasgow. En Écosse, sa consommation a même longtemps été supérieure à celle du Coca-Cola grâce à un marketing très agressif ; elle est décrite comme « autre boisson nationale de l'Écosse » (après le Scotch whisky). Elle est vendue dans de nombreux pays où existe une communauté écossaise : au Royaume-Uni, en Irlande, en Russie, au Canada et en Afrique du Sud.

## Histoire
Irn-Bru est connu pour sa couleur orange vif. En 1999, elle contenait 0,002 % de citrate d'ammonium ferrique, du sucre, 32 agents aromatisants y compris de la caféine et de la quinine (sauf en Australie), et deux colorants controversés (du Jaune orangé S et du rouge de cochenille). Le 27 janvier 2010, la société productrice, AG Barr, a accepté le principe d'une interdiction volontaire de ces deux colorants à l'instigation de la Food Standards Agency mais aucune date n'a été fixée pour leur remplacement.
L'Irn-Bru est produite depuis 1901, dans la ville de Falkirk, sous le nom Iron Brew. En 1946, un changement législatif a entraîné une modification du nom : celle-ci n'étant pas brassée (brewed), elle ne pouvait conserver son nom d'origine. Le président de la société eut l'idée de modifier l'orthographe des deux parties du nom initial, ce qui donna la marque Irn-Bru. 
En 1980, une version Irn-Bru à faible teneur en calories a été commercialisée : elle a été relancée en 1991 sous le nom de Diet Irn-Bru puis en 2011 comme Irn-Bru sans sucre. La variante Irn-Bru 32 energy drink a été lancée en 2006.
L'Irn-Bru a été longtemps la boisson la plus populaire en Écosse, devançant Coca-Cola qui était classé deuxième, mais récemment la concurrence entre les deux marques a ramené leurs ventes aux mêmes niveaux. Elle est également la troisième meilleure vente de boissons gazeuses au Royaume-Uni, après Coca-Cola et Pepsi. Ce succès dans le marché domestique a conduit des spéculations sur un probable rachat d'AG Barr, société détentrice de la marque par ses concurrents, Coca-Cola, PepsiCo, Inc. ou Britvic, la franchise regroupant les marques de Pepsi au Royaume-Uni. AG Barr et Britvic ont annoncé un projet de fusion en novembre 2012, mais ce projet a échoué en juillet 2013 faute d'accord sur ses termes et conditions.
Les slogans publicitaires de l'Irn-Bru sont « L'autre boisson nationale de l'Écosse », en référence au whisky, et « Fait en Écosse avec des poutrelles » ("Made in Scotland from girders"), une référence à la couleur rouille de la boisson.

## Exportation et marchés étrangers
L'Irn-Bru est fabriquée dans cinq usines en Russie, ainsi que sous licence au Canada, aux États-Unis, et depuis mai 2008 en Norvège. L'Irn-Bru et autres produits d'AG Barr sont exportés vers l'Espagne, les Pays-Bas, l'Allemagne, Gibraltar, la Grèce, Chypre ainsi que dans certaines régions d'Afrique et d'Asie. Elle est disponible aussi en Irlande, à Malte, en Belgique et  en Pologne. 

## Marketing

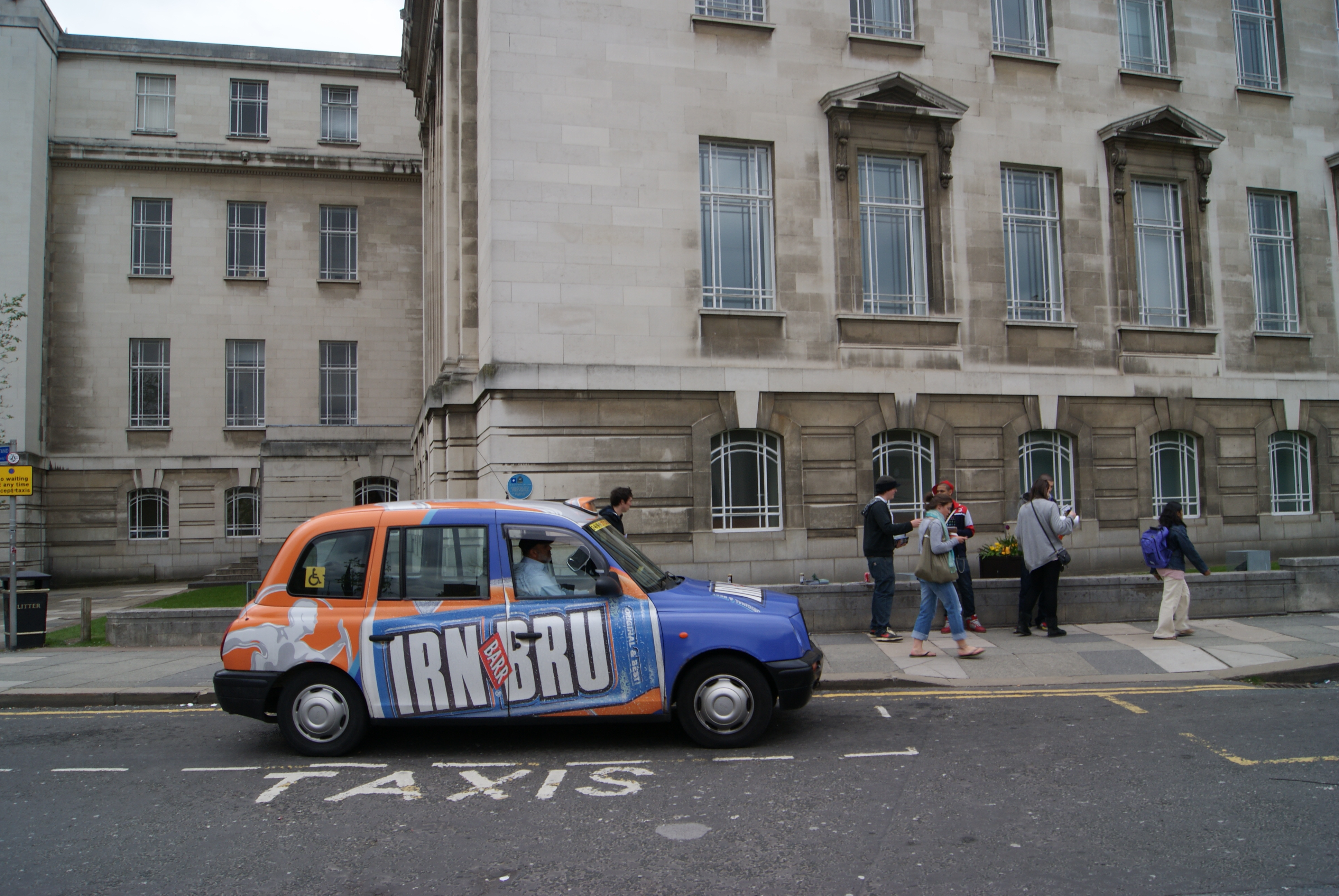
Un taxi faisant la publicité de Irn-Bru, devant l'université de Leeds (Royaume-Uni) en 2010.

### Les campagnes de publicités
Une des premières campagnes de publicité était une bande dessinée, Les Aventures de Ba-Bru et Sandy, qui a duré des années 1930 au début des années 70. 
Le slogan, « Fait en Écosse avec des poutrelles », a été utilisé pendant plusieurs années dans les années 1980, montrant généralement des buveurs Irn-Bru devenant exceptionnellement forts, résistants, ou attirants.
Une campagne de publicité lancée en 2000 mettait en vedette des personnages et des situations excentriques. Dans un cas, un grand-père (joué par l'acteur Robert Wilson) retirait son dentier pour détourner l'intérêt de son petit-fils de sa boîte d'Irn-Bru. Une autre publicité TV mettait en vedette une personne âgée dans un fauteuil roulant motorisé commettant un vol de stock d'Irn-Bru sur un marché local.
Une autre campagne de publicité pour l'Irn-Bru est apparue lors de la sortie de l'Irn-Bru 32 en 2006. Cette campagne, « Le bonhomme de neige », consistant en une parodie du dessin animé du même nom, très populaire à Noël, a permis d'attirer l'attention du public américain sur la marque Irn-Bru.

### Controverse
L'une des publicités télévisées d'Irn-Bru, originellement diffusée en 2000, a connu une controverse lors de sa rediffusion en 2003. Dans une ambiance évoquant les années 50, une mère jouait du piano, tandis que le père et ses deux enfants interprétaient une chanson qui se terminait par la mère chantant  : « ... même si j'étais auparavant un homme ». Cette campagne a été retirée à la suite de dix-sept plaintes à ce sujet, ayant été considérée comme offensante par des personnes transgenres.

## Utilisation
L'Irn-Bru peut être utilisée en mélange avec des boissons alcoolisées, principalement de la vodka et du whisky. Il sert également à la confection du Irn-Lady, un mélange alcoolisé à base de Ricard.
Au Musée de l’Écosse, situé Chambers Street à Édimbourg, il existe une gamme de collections choisies par des célébrités : ainsi Sean Connery a choisi une caisse d'Irn-Bru.

## Dans les médias
Un groupe de rock écossais, The Fratellis, a utilisé le logo Irn-Bru dans la conception du T-shirt de leur tournée 2008. Le groupe avait également apporté de l'Irn-Bru avec lui pour boire lors de leurs concerts.